# Woodes Rogers
 (septembre 2021).
 (mai 2020).
Si vous disposez d'ouvrages ou d'articles de référence ou si vous connaissez des sites web de qualité traitant du thème abordé ici, merci de compléter l'article en donnant les références utiles à sa vérifiabilité et en les liant à la section « Notes et références ».
Pour les articles homonymes, voir Rogers.
Woodes Rogers (1679? à Bristol, Angleterre - 15 juillet 1732 à Nassau, Bahamas) est un corsaire anglais et le premier gouverneur royal des Bahamas.
Né dans une riche famille de Poole vers 1679 il apprend l'art de la navigation avec un capitaine de Bristol. À la mort de son père, il devient soutien de famille et est approché par William Dampier pour le financement d'une expédition corsaire contre les Espagnols (1707) dans les Amériques hispaniques. Il met alors en place une flottille de deux navires, le Duke et le Duchess et était le capitaine du Duke. Il part pour un voyage de trois ans, voyage durant lequel il délivrera Alexandre Selkirk de l'île Juan Fernández le 1er février 1709. Durant cette expédition, il est blessé lors d'une confrontation en mer, vers l'Amérique du Sud. Il prit une balle dans la joue, ce qu'il lui valut une balafre à vie. Il est de retour en Angleterre en octobre 1711. L'expédition a fait de lui un héros national mais son frère a été tué. Il a écrit de ses expériences maritimes dans le livre Un voyage de croisière autour du monde, qui s'est bien vendu, en partie en raison de la fascination du public pour le sauvetage d'Alexandre Selkirk.
Il repart en 1713 vers Madagascar en tant que chasseur de pirate anglais. Sur place il y découvre des villes pirates qu'il défait sans grand problème. Après des périples triomphaux qui lui valent une réputation de commandant et navigateur aguerri, Rogers est approché par la marine royale.
Quelques années plus tard, il mène une expédition de reconquête des colonies britanniques des Bahamas, tombées aux mains des pirates en 1715. La couronne l'envoie à la tête d'une flotte d'une dizaine de vaisseaux de guerre, épaulé par le commodore Peter Chamberlaine dans cette affaire d'état. Après la reconquête de Nassau via un blocus puis des pardons royaux, il devint en 1718 le premier gouverneur royal des Bahamas. Rogers fut nommé à deux reprises gouverneur des Bahamas. Son premier mandat de gouverneur fut financièrement ruineux et, à son retour en Angleterre, il fut emprisonné pour dettes. Il joua un rôle majeur dans l’éradication de la piraterie dans les Caraïbes grâce à l’utilisation combinée de pardons royaux et de forces militaires. Il mit notamment fin à la République des Corsaires installée à Nassau. Plus tard, il mena avec succès la défense de la colonie contre une attaque espagnole, lors de la bataille de Nassau de 1720. Au cours de son second mandat de gouverneur, il décéda à Nassau le 15 juillet 1732 à l'âge d'environ 53 ans.
Rogers a officiellement été nommé Capitaine, Général et Gouverneur en Chef sur les terres et autour des Îles des Bahamas par le Roi George Ier le 6 février 1718.

## Jeunesse
Woodes Rogers était le fils aîné et héritier de Woods Rogers, un capitaine marchand prospère. Woodes Rogers a passé une partie de son enfance à Poole, en Angleterre, où il a probablement fréquenté l'école locale; son père, qui possédait des actions dans de nombreux navires, était souvent absent neuf mois de l'année avec la flotte de pêche de Terre-Neuve. Entre 1690 et 1696, le capitaine Rogers a déménagé sa famille à Bristol. En novembre 1697, Woodes Rogers fut apprenti au marin de Bristol, John Yeamans, pour apprendre le métier de marin. Rogers termine son apprentissage en novembre 1704.

### Mariage et famille
En janvier suivant, Rogers épousa Sarah Whetstone, fille du contre-amiral Sir William Whetstone, qui était un voisin et un ami proche de la famille. En 1706, le capitaine Rogers mourut en mer, laissant ses navires et ses affaires à son fils Woodes. Entre 1706 et la fin de 1708, Woodes et Sarah Rogers eurent un fils et deux filles.

## Expédition de corsaire

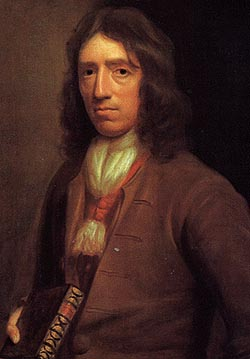
William Dampier.

### Préparation et début du voyage
La guerre de succession d'Espagne commença en 1702, au cours de laquelle les principaux ennemis maritimes de l'Angleterre furent la France et l'Espagne, et un certain nombre de navires de Bristol eurent reçu des lettres de marque, leur permettant de frapper contre les navires ennemis. Au moins quatre navires dans lesquels Rogers eut une participation eurent reçu les lettres. L'un d'eux, le Whetstone Galley, du nom du beau-père de Rogers, reçut les lettres avant d'être envoyé en Afrique pour commencer un voyage dans le commerce des esclaves. Il n'atteignit pas l'Afrique, mais fut capturé par les Français. Rogers subit d'autres pertes contre les Français, bien qu'il n'enregistra pas leur ampleur dans son livre. Il devint corsaire dans le but de récupérer ces pertes.
À la fin de 1707, Rogers fut approché par William Dampier, un navigateur et ami du père de Rogers, qui proposa une expédition de course contre les Espagnols. C'était une décision désespérée de la part du capitaine Dampier pour sauver sa carrière. Dampier était récemment revenu d'une expédition de corsaire à deux navires qu'il dirigea dans le Pacifique, qui eut abouti à une série de mutineries avant que les deux navires ne coulèrent finalement en raison de l'erreur de Dampier de ne pas avoir correctement protégées les coques contre les vers avant de quitter le port. Ignorant cela, Rogers accepta. Le financement fut fourni par de nombreux membres de la communauté de Bristol, dont Thomas Goldney II de la famille Quaker Goldney et Thomas Dover, qui allait devenir président du conseil du voyage et beau-père de Rogers. Commandant deux frégates, le duc et la duchesse, et commandant la première, Rogers passa trois ans à faire le tour du monde. Les navires quittèrent Bristol le 1er août 1708. Dampier fut à bord en tant que capitaine de voile de Rogers.
Rogers rencontra divers problèmes en cours de route. Quarante membres de l'équipage de Bristol désertèrent ou furent licenciés et il passa un mois en Irlande à recruter des remplaçants et à préparer les navires pour la mer. De nombreux membres d'équipage étaient des Néerlandais, des Danois ou d'autres étrangers. Certains membres de l'équipage se sont mutinés après que Rogers eut refusé de les laisser piller un navire suédois neutre. Lorsque la mutinerie fut abattue, il fit fouetter le chef, lui mit des fers et l'envoya en Angleterre à bord d'un autre navire. Les mutins les moins coupables reçurent des sanctions plus légères, telles que des rations réduites. Les navires avaient l'intention de forcer le passage de Drake au large de la pointe de l'Amérique du Sud, mais les chefs d'expédition se furent vite rendu compte qu'ils étaient à court de vêtements chauds et d'alcool pour réchauffer ceux exposés au froid. Considérant que c'était  le problème le plus important, l'expédition fit un arrêt à Tenerife pour faire le plein de vin local, et a ensuite cousu les couvertures des navires dans des vêtements pour temps froid. Les navires connurent un passage interocéanique difficile, ils eurent été contraints à près de 62° de latitude sud. À l'extrême Sud, ils étaient plus proches de l'Antarctique encore inconnu, que de l'Amérique du Sud.

### Sauvetage de Selkirk et assaut sur les Espagnols

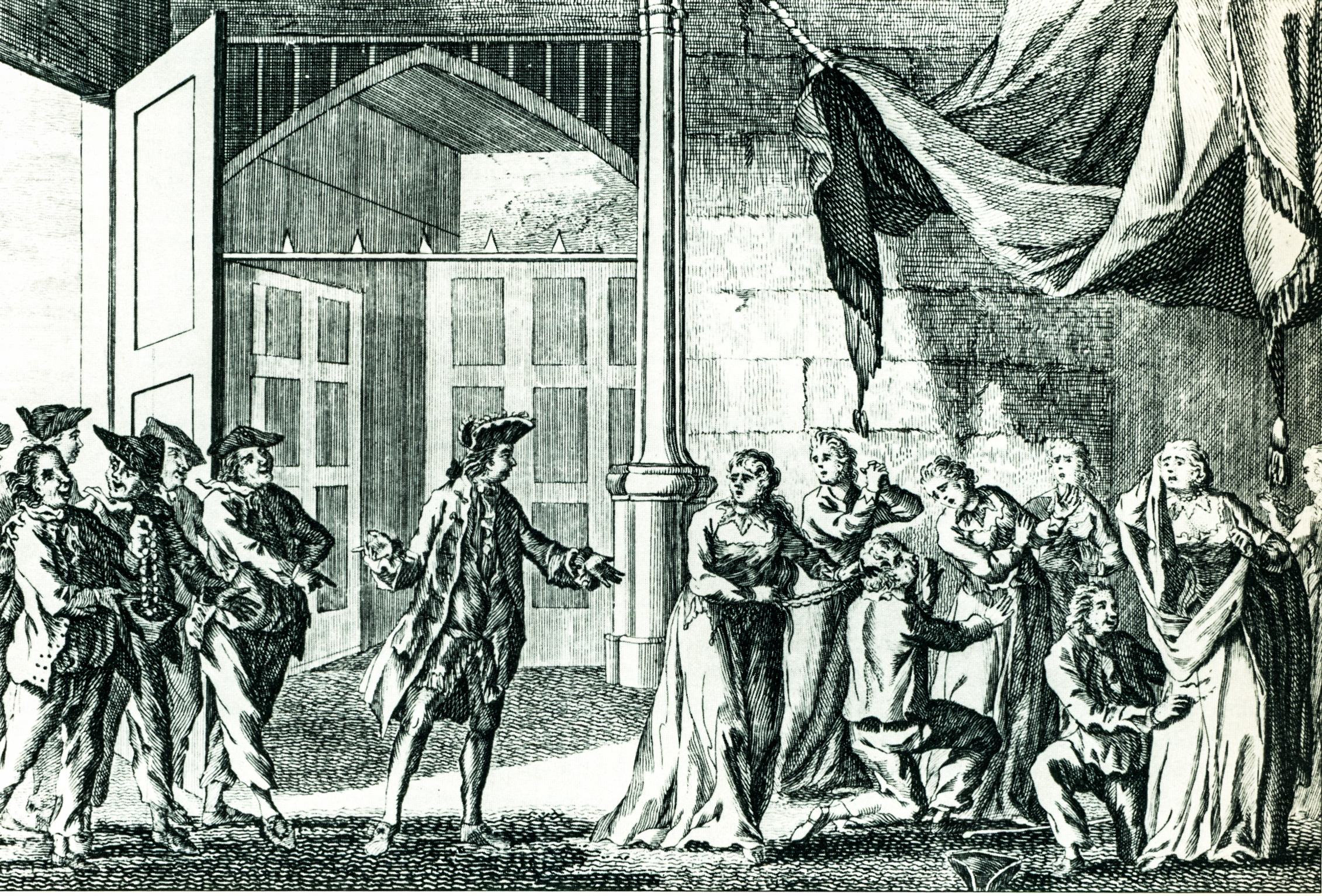
Les hommes de Rogers cherchant des femmes espagnoles pour leurs bijoux à Guayaquil.

Rogers fit embarquer sur ses navires des limes, destinés à protéger son équipage du scorbut, une pratique qui n'était pas universellement acceptée à l'époque. Après que les navires aient atteint l'océan Pacifique, leurs provisions de limes épuisées, sept hommes moururent de la maladie, due à une carence en vitamines C. Dampier réussit à guider les navires vers une île peu connue de l'archipel Juan Fernández, afin de reconstituer l'approvisionnement en produits frais. Le 1er février 1709, alors qu'ils approchaient de l'île, les marins repérèrent la lueur d'un incendie à terre et craignirent d'abord que ce soit lié à la présence d'un navire espagnol au mouillage. Le lendemain matin, Rogers envoya une équipe à terre et découvrit que le feu avait été allumé par un marin écossais, Alexander Selkirk, qui vivait là, seul, depuis quatre ans. Selkirk allait devenir la source d'inspiration pour le roman classique Robinson Crusoé, écrit plus tard par Daniel Defoe, un ami de Rogers. Rogers décrit ainsi Selkirk : il était "d'apparence sauvage" et "portait des peaux de chèvre". Il note dans son journal: "Il avait avec lui ses vêtements et sa literie, avec une mèche allumée, de la poudre, des balles et du tabac, une hachette, un couteau, une bouilloire, une Bible et des livres.". Selkirk avait fait partie de l'équipage d'un navire commandé par Dampier, et l'avait déserté après avoir perdu confiance dans son commandant. Il était à présent plus que disposé à rejoindre la flottille dont l'un des capitaines n'était autre que son ancien commodore. Selkirk servit comme marin à bord du Duke, et prit par la suite le commandement de l'un des navires de prise, capturé au cours de l'expédition.
Après avoir quitté Juan Fernández le 14 février 1709, l'expédition captura et pilla un certain nombre de petits navires et lança une attaque contre la ville espagnole de Guayaquil, aujourd'hui située en Équateur. Tandis que Rogers négociait une rançon avec le gouverneur, les habitants entreprirent de cacher leurs objets de valeur. Rogers ne put obtenir qu'une somme assez modique en échange du départ des vaisseaux anglais, et plusieurs membres d'équipage furent si mécontents qu'ils allèrent jusqu'à déterrer les morts dans l'espoir de trouver sur eux des objets de valeur. Cela fut à l'origine d'une épidémie à bord du navire, dont six hommes moururent. L'expédition perdit le contact avec l'un des navires capturés, sous le commandement de Simon Hatley. Les autres vaisseaux recherchèrent le navire disparu, mais en vain. Hatley et ses hommes furent plus tard capturés par les Espagnols.
Le mécontentement s'accrut au sein des équipages des navires de l'expédition, au point que Rogers et ses officiers en vinrent à craindre une nouvelle mutinerie. Cette tension fut cependant dissipée par la capture d'une riche prise au large des côtes mexicaines: le navire espagnol Nuestra Señora de la Encarnación y Desengaño. Au cours du combat, Rogers prit une balle dans la joue, à l'origine d'une cicatrice qu'il conserva toute sa vie. Si le Duke et le Duchess réussirent à capturer le navire espagnol, ils durent laisser s'échapper son compagnon, un galion bien armé, le Nuestra Señora de Begoña, qui de plus réussit à endommager les deux navires britanniques. À contrecœur, Rogers accepta de confier au capitaine inexpérimenté Dover le commandement du vaisseau capturé, une décision qui aurait pu être facilitée en nommant Selkirk comme son maître voilier. Les corsaires, accompagnés de leurs prises, traversèrent l'océan Pacifique. L'expédition put se ravitailler à l'île de Guam, qui, bien que gouvernée par les Espagnols, accueillit chaleureusement les navires anglais.

### Retour de voyage
Les navires se rendirent ensuite au port néerlandais de Batavia dans ce qui est aujourd'hui l'Indonésie, où Rogers subit une intervention chirurgicale pour retirer une balle de mousquet du toit de sa bouche. Traiter avec les Hollandais constituait une violation du monopole de la Compagnie britannique des Indes orientales. Lorsque les navires jetèrent enfin l'ancre dans la Tamise le 14 octobre 1711, une bataille juridique s'ensuivit, les investisseurs payant à la Compagnie britannique des Indes orientales 6 000 £ (environ 900 000 £ aux valeurs d'aujourd'hui) à titre de règlement de leur réclamation pour violation du monopole, environ quatre pour cent de ce que Rogers eut rapporté. Les investisseurs eut approximativement doublé leur argent, tandis que Rogers gagna 1 600 £ (maintenant peut-être 240 000 £) grâce à un voyage qui l'a défiguré et qui lui coûta son frère, qui fut tué lors d'une bataille dans le Pacifique. L'argent fut entièrement absorbé par les dettes que sa famille eut contractées durant son absence. Le long voyage et la capture du navire espagnol fit de Rogers un héros national. Rogers fut le premier Anglais à faire survivre ses navires d'origine et la plupart de son équipage en faisant le tour du monde.
Après son voyage, il en eu écrit un compte rendu, intitulé "A Cruising Voyage Round the World" (Un voyage de croisière autour du monde). Edward Cooke, un officier à bord de la Duchesse, eu également écrit un livre, "A Voyage to the South Sea and Round the World" (Un voyage en mer du Sud et autour du monde) et battit Rogers pour imprimer de plusieurs mois. Le livre de Rogers eut beaucoup plus de succès, de nombreux lecteurs étant fascinés par le récit du sauvetage de Selkirk, que Cooke eut ignoré. Parmi ceux qui étaient intéressés par l'aventure de Selkirk, il y eut Daniel Defoe, qui sembla avoir lu à ce sujet, et romança l'histoire sous le nom de Robinson Crusoe.
Bien que le livre de Rogers eut connu un succès financier, il eut un objectif pratique: aider les navigateurs britanniques et les colons potentiels. Une grande partie de l'introduction de Rogers est consacrée à la défense du commerce des mers du Sud. Rogers nota que s'il y avait eu une colonie britannique dans les mers du Sud, il n'aurait pas eu à se soucier des approvisionnements alimentaires de son équipage. Un tiers du livre de Rogers est consacré à des descriptions détaillées des endroits qu'il eut explorés, avec un accent particulier sur "les lieux qui peuvent être les plus utiles pour élargir notre commerce". Il décrit en détail le secteur du Río de la Plata car il se situe «dans les limites de la compagnie de la mer du Sud», dont les plans n'eut pas encore éclaté en scandale financier. Le livre de Rogers eu été porté par des navigateurs du Pacifique Sud tels que l'amiral George Anson et les capitaines corsaires John Clipperton et George Shelvocke.

## Gouverneur des Bahamas

### Difficultés financières et proposition des Bahamas

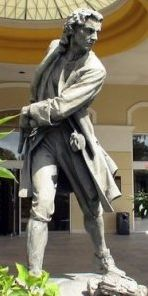
Statue de Woodes Rogers à l'extérieur de l'hôtel Hilton British Colonial de Nassau.

Rogers rencontra des problèmes financiers à son retour. Sir William Whetstone fut décédé et Rogers, n'ayant pas récupéré ses pertes commerciales par le biais de cambriolages, fut contraint de vendre sa maison de Bristol pour subvenir aux besoins de sa famille. Il fut poursuivi avec succès par un groupe de plus de 200 membres de son équipage, qui ont déclaré qu'ils n'avaient pas reçu leur juste part des bénéfices de l'expédition. Les bénéfices de son livre n'ont pas suffi à surmonter ces revers et il fut contraint de faire faillite. Sa femme donna naissance à leur quatrième enfant un an après son retour, un garçon décédé en bas âge. Woodes et Sarah Rogers se séparèrent ensuite rapidement et définitivement.
Rogers décida que le moyen de sortir de ses difficultés financières était de mener une autre expédition, cette fois contre les pirates. En 1713, Rogers mena ce qui était apparemment une expédition pour acheter des esclaves à Madagascar et les emmener aux Indes néerlandaises, cette fois avec la permission de la Compagnie britannique des Indes orientales. L'objectif secondaire de Rogers était de recueillir des détails sur les pirates de Madagascar dans l'espoir de les détruire ou de les réformer et de coloniser Madagascar lors d'un futur voyage. Rogers recueillit des informations sur les pirates et leurs navires près de l'île. Constatant qu'un grand nombre de pirates étaient devenus indigènes, il persuada bon nombre d'entre eux de signer une pétition à la reine Anne lui demandant sa clémence. Bien que l'expédition de Rogers fut rentable, lorsqu'elle revenue à Londres en 1715, la Compagnie britannique des Indes orientales opposa son veto à l'idée d'une expédition coloniale à Madagascar, estimant qu'une colonie constituait une menace plus grave pour son monopole que quelques pirates. En conséquence, Rogers tourna son regard de Madagascar vers les Antilles. Ses relations comprenaient plusieurs des conseillers du nouveau roi George I qui avait succédé à la reine Anne en 1714, et Rogers put conclure un accord pour qu'une société gère les Bahamas qui étaient infestées de pirates en échange d'une part des bénéfices de la colonie.
À l'époque, selon le Gouverneur des Bermudes, les Bahamas étaient "sans visage ni forme de gouvernement" et la colonie était "un puits ou un nid de vauriens infâmes". Jusqu'à ce que Rogers obtienne sa commission, les îles étaient nominalement gouvernées par le propriétaire absent des Lords, qui ne faisait guère que nommer un nouveau gouverneur impuissant lorsque le poste devenait vacant. En vertu de l'accord qui sous-tendait la commission de Rogers, le propriétaire des Lords a loué ses droits pour une somme symbolique à la société de Rogers pendant 21 ans.
Le 5 septembre 1717, une proclamation a été publiée annonçant la clémence pour toutes les infractions de piraterie, à condition que ceux qui recherchaient ce que l'on a appelé le "pardon royal" se soient rendus le 5 septembre 1718 au plus tard, puis au 1er juin 1719 à la suite d'une deuxième proclamation. Les gouverneurs coloniaux et les gouverneurs adjoints ont été autorisés à accorder la grâce. Rogers fut officiellement nommé "capitaine général et gouverneur en chef" par George I le 6 janvier 1718. Il n'est pas parti immédiatement pour son nouveau bailliage, mais a passé plusieurs mois à préparer l'expédition, qui comprenait sept navires, 100 soldats, 130 colons et des fournitures allant de la nourriture pour les membres de l'expédition et de l'équipage des navires aux brochures religieuses à remettre aux pirates qui, selon Rogers, répondrait aux enseignements spirituels. Le 22 avril 1718, l'expédition quitte la Tamise accompagnée de trois navires de la Royal Navy.

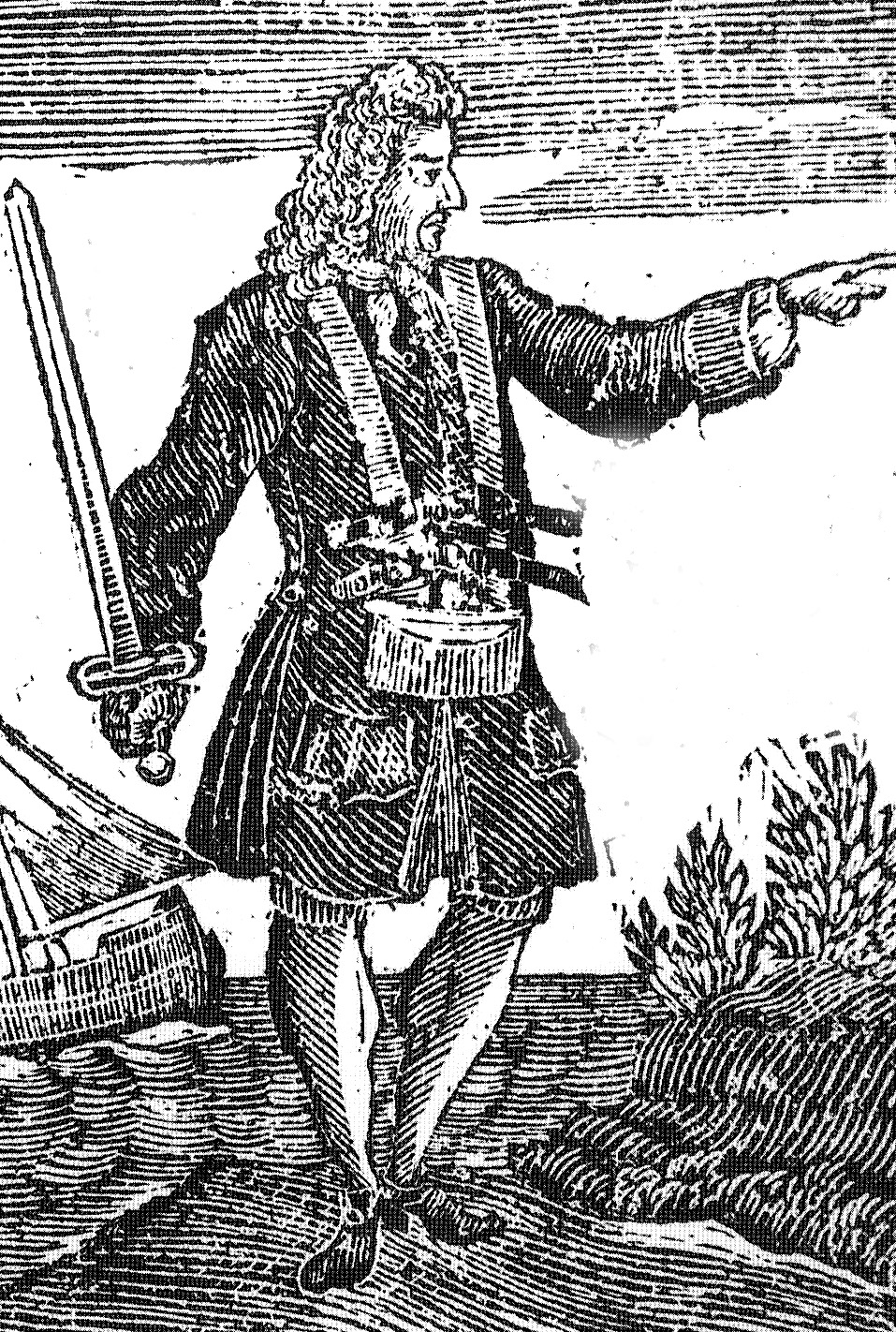
Charles Vane.

### Premier mandat
L'expédition est arrivée le 22 juillet 1718, surprenant et piégeant un navire commandé par le pirate Charles Vane. Après l'échec des négociations, Vane utilisa un navire français capturé comme brûlot pour tenter de battre les navires de guerre. La tentative échoua, mais les navires furent forcés de quitter l'extrémité ouest du port de Nassau, donnant à l'équipage de Vane l'occasion de faire un assaut dans la ville et de trouver le meilleur pilote local. Vane et ses hommes s'échappèrent ensuite dans un petit sloop via l'étroite entrée est du port. Les pirates avaient échappé au piège, mais Nassau et l'île de New Providence étaient entre les mains de Woodes Rogers.
À l'époque, la population de l'île se composait d'environ deux cents anciens pirates et de plusieurs centaines de fugitifs qui s'étaient échappés des colonies espagnoles voisines. Rogers organisa un gouvernement, accorda le pardon royal aux anciens pirates de l'île qui ne l'avaient pas encore accepté et commenca à reconstruire les fortifications de l'île, qui étaient tombées en décrépitude sous la domination des pirates. Moins d'un mois après sa résidence à New Providence, Rogers fut confronté à une double menace: Vane menaça de se joindre à Edward Teach pour reprendre l'île et Rogers apprit que les Espagnols prévoyaient de conduire les Britanniques hors des Bahamas.
L'expédition de Rogers subit de nouveaux revers. Une maladie non identifiée tua près d'une centaine de membres de son expédition, tout en laissant les résidents de longue durée pratiquement intacts. Deux des trois navires de la marine n'ayant aucun ordre de rester partirent pour New York. Les navires envoyés à La Havane pour y concilier le gouverneur espagnol ne sont jamais arrivés, leur équipage se révoltant et devenant des pirates à mi-parcours. Enfin, le troisième navire naval est parti à la mi-septembre, son commandant promettant de revenir dans trois semaines, promesse qu'il n'avait pas l'intention de tenir. Les travaux de reconstruction des fortifications de l'île se déroulèrent lentement, les habitants montrant une réticence à travailler.
Le 14 septembre 1718, Rogers apprit que Charles Vane était à Green Turtle Cay près d'Abaco, à environ 120 miles (190 km) au Nord de Nassau. Certains des pirates graciés de New Providence prirent des bateaux pour rejoindre Vane et Rogers décida d'envoyer deux ex-capitaines de pirates, Benjamin Hornigold et John Cockram avec un équipage pour recueillir des renseignements et, si possible, pour amener Vane au combat. Au fur et à mesure que les semaines passaient et que les espoirs de leur retour diminuaient, Rogers déclara la loi martiale et mit tous les habitants au travail pour reconstruire les fortifications de l'île. Enfin, les anciens pirates sont revenus. Ils n'avaient pas trouvé l'occasion de tuer Vane ou de l'amener au combat, mais avaient capturé un navire et un certain nombre de pirates captifs. Le capitaine Hornigold fut ensuite envoyé pour récupérer les navires et les équipages qui étaient partis pirates en route pour La Havane. Il fut revenu avec dix prisonniers, dont le capitaine John Auger et trois cadavres. Le 9 décembre 1718, Rogers traduisit en justice les dix hommes capturés par Hornigold. Neuf furent reconnus coupables et Rogers en fit pendre huit, trois jours plus tard, il récupère le neuvième en apprenant qu'il était de bonne famille. L'un des condamnés, Thomas Morris plaisanta en grimpant à la potence: "Nous avons un bon gouverneur, mais sévère.". Les exécutions ont tant intimidé la population que lorsque, peu de temps après Noël, plusieurs habitants eurent comploté pour renverser Rogers et restaurer l'île à la piraterie eurent attiré très peu de soutien. Rogers les fit fouetter, puis relâchés comme inoffensifs.
Le 16 mars 1719, Rogers apprend que l'Espagne et la Grande-Bretagne sont de nouveau en guerre. Il redoubla d'efforts pour réparer les fortifications de l'île, achetant à crédit des fournitures vitales dans l'espoir d'être ultérieurement remboursé par les investisseurs de l'expédition. Les Espagnols envoyèrent une flotte d'assaut contre Nassau en mai, mais lorsque le commodore de la flotte apprit que les Français (maintenant l'allié de la Grande-Bretagne) avaient capturé Pensacola, il y a dirigé la flotte. Cela donna à Rogers le temps de continuer à fortifier et à approvisionner New Providence. En février 1720, les Espagnols ont lancé un assaut sur Nassau. Les sources britanniques et espagnoles diffèrent quant à la réussite de l'assaut. Les Espagnols affirment même qu'au moment de l'attaque, Rogers était aux Bermudes.
L'année 1720 mit fin aux menaces extérieures à la domination de Rogers. L'Espagne et la Grande-Bretagne étant de nouveau en paix, les Espagnols n'eurent plus bougé contre les Bahamas. Charles Vane n'est jamais revenu, il fit naufrage et fut capturé dans les îles de la Baie. Un an plus tard, il fut pendu en Jamaïque. Cela n'a pas mis fin aux problèmes de Rogers en tant que gouverneur. Dépassé par le financement des défenses de New Providence, il ne reçut aucune aide de la Grande-Bretagne et les marchands refusèrent de lui accorder davantage de crédit. Sa santé souffrit et il passa six semaines à Charleston en Caroline du Sud dans l'espoir de récupérer. Au lieu de cela, il fut blessé dans un duel avec le capitaine John Hildesley du HMS Flamborough, un duel provoqué par des différends entre les deux sur New Providence. Troublé par le manque de soutien et de communication de Londres, Rogers partit pour la Grande-Bretagne en mars 1721.

### Activités en Angleterre
Woodes Rogers arrive trois mois après son départ pour constater qu'un nouveau gouverneur eut été nommé et que sa société avait été liquidée. Personnellement responsable des obligations qu'il avait contractées à Nassau, il fut emprisonné pour dette. Le gouvernement et ses anciens partenaires refusant d'honorer ses dettes, Rogers n'eut été libéré de la prison du débiteur que lorsque ses créanciers ont eu pitié de lui et l'eut acquitté de ses dettes. Même ainsi, Rogers eut écrit qu'il était "perplexe avec la perspective mélancolique de ses affaires". En 1722 ou 1723, Rogers fut approché par un homme qui écrivait une histoire de piraterie et lui fournit des informations. L'ouvrage qui en résulte, "A General History of the Robberies and Murders of the Most Notorious Pyrates" (Une histoire générale des vols et des meurtres des pirates les plus notoires), publié sous le pseudonyme de Capitain Charles Johnson, remporte un énorme succès des deux côtés de l'Atlantique et catapulte pour la deuxième fois Rogers le statut de héros national. L'attention du public étant de nouveau concentrée sur lui, Rogers réussit en 1726 à demander au roi de lui accorder une réparation financière. Non seulement le roi George I lui accorda une pension, rétroactive à 1721, mais le fils et successeur du roi, George II, le renomma gouverneur le 22 octobre 1728.

### Second mandat et mort

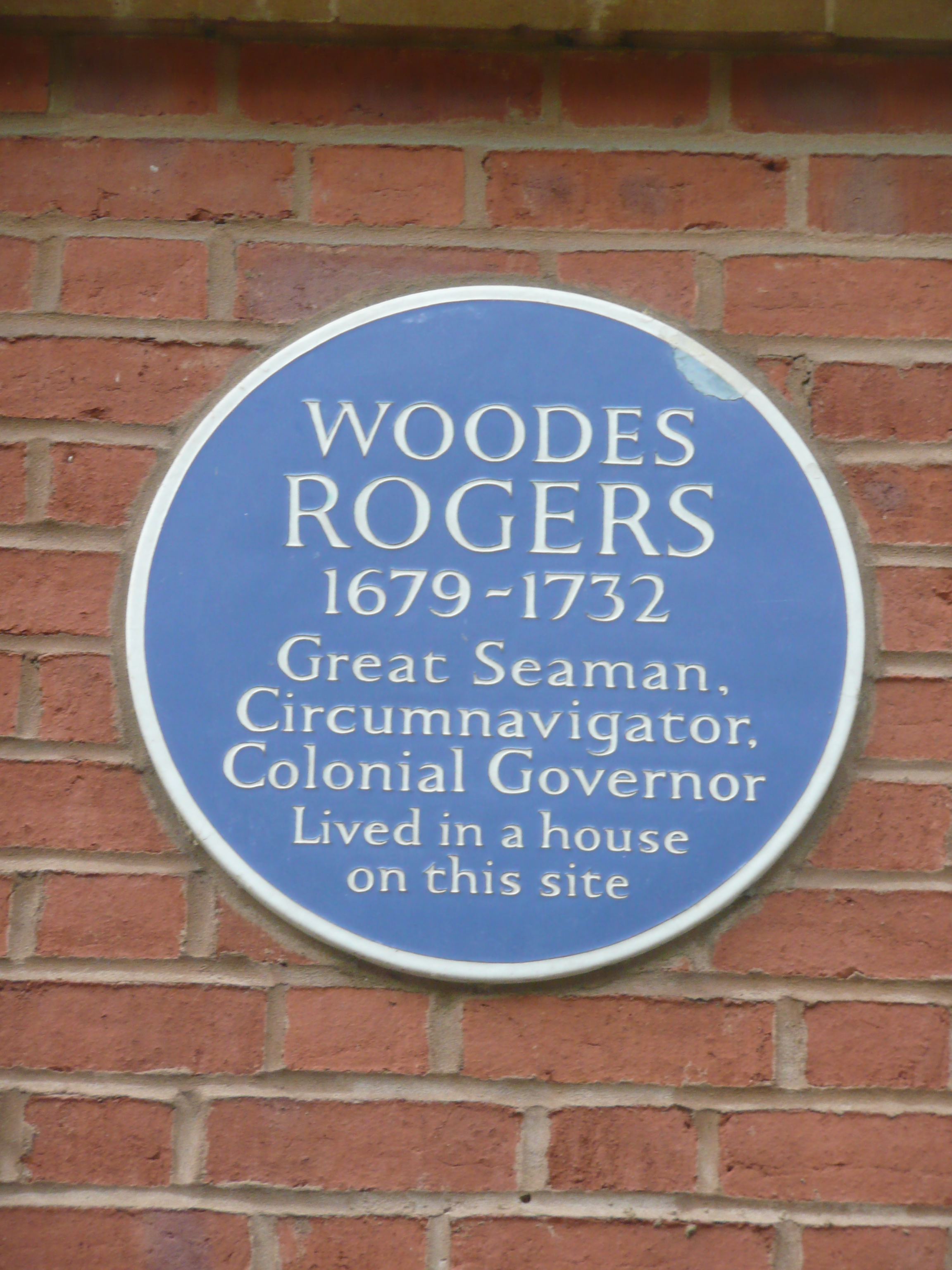
Plaque sur le site de la résidence de Bristol de Woodes Rogers, 35 Queen Square.

Les Bahamas ne subirent pas de menaces extérieures pendant le second mandat de Rogers mais Rogers rencontra des difficultés. Cherchant à renforcer les défenses de l'île, il demanda l'imposition d'une taxe locale. L'assemblée instituée en son absence s'y opposa, à quoi Rogers répondit en la dissolvant. La bataille gouvernementale épuisa Rogers qui se rendit de nouveau à Charleston au début de 1731 pour tenter de recouvrer la santé. Bien qu'il soit revenu en juillet 1731, il ne retrouva jamais vraiment la santé et décéda à Nassau le 15 juillet 1732.
Une rue du port de Nassau porte le nom de Woodes Rogers. "Piracy expelled, commerce restored" (La piraterie expulsée, le commerce rétabli) est resté la devise des Bahamas jusqu'à l'indépendance des îles en 1973.

## Œuvres
Voyage autour du monde, commencé en 1708 et fini en 1711
- Tome 1, [lire en ligne]
- Tome 2, [lire en ligne]

## Dans la culture populaire
- Dans Assassin's Creed IV: Black Flag, Woodes Rogers est l'un des antagonistes : il y est présenté comme un Templier.
- Dans Black Sails, Woodes Rogers est l'un des antagonistes de la saison 3. Il est présenté comme l'envoyé du Roi, chargé de ramener Nassau au sein de l'Empire Britannique en proposant aux pirates de les amnistier mais après sa rencontre avec Flint il décide de tuer tous les Pirates. Après sa défaite dans le final de la saison 3, il revient comme un des antagonistes de la saison 4 avec l'armée espagnole. Il est finalement vaincu dans la Bataille Finale près de l'Ile au crâne par James Flint et Jack Rackham, mais plutôt que le tuer ce dernier décide de l'humilier pour venger la mort de Charles Vane et d'Edward Teach morts à cause de lui. Le personnage est campé par l'acteur Luke Roberts.
- Dans Assassin's Creed Awakening II, Woodes Rogers apparait dans le chapitre 9 du manga pour donner le pardon royal aux pirates de Nassau.
- Dans la série Dans le sillage des pirates, Woodes Rogers est l'un des antagonistes envoyé par Humphry Morice pour chasser les pirates de Nassau et y anéantir la république pirate installée.